# Kurfürst-Ruprecht-Gymnasium Neustadt
Das Kurfürst-Ruprecht-Gymnasium, abgekürzt KRG, ist eine Regelschule in der pfälzischen Stadt Neustadt an der Weinstraße, die als Schulträger fungiert.
Als Gymnasium im deutschen Bundesland Rheinland-Pfalz führt es in neun Jahren (Klassen 5 bis 13) zum Abitur oder in sechs (5 bis 10) zur Mittleren Reife. Das KRG ist ein altsprachliches Gymnasium, deshalb ist bis zum Ende der Sekundarstufe I (10. Klasse) die Belegung von drei Fremdsprachen Pflicht.
Die Veränderungen im Laufe der Geschichte des KRG (s. Abschnitt Geschichte) spiegeln sich auch in seinen Schülerzahlen wider: Während bei der vormaligen Lateinschule 180 Schüler die Obergrenze bedeuteten, waren es beim altsprachlichen Gymnasium maximal 300. Ende der 1970er und Anfang der 1980er Jahre stieg die Zahl dann bis auf 1400 an, um sich heute bei weniger als 1000 einzupendeln.
Das KRG wurde ausgezeichnet als „Schule ohne Rassismus – Schule mit Courage“ und als „Hospitationsschule“. In der Liste der besten Schulen von Rheinland-Pfalz steht es (Stand: 2021) an 14. Stelle.
Neben dem KRG gibt es in Neustadt zwei weitere Gymnasien: das Käthe-Kollwitz- und das Leibniz-Gymnasium.

## Geographie

### Lage

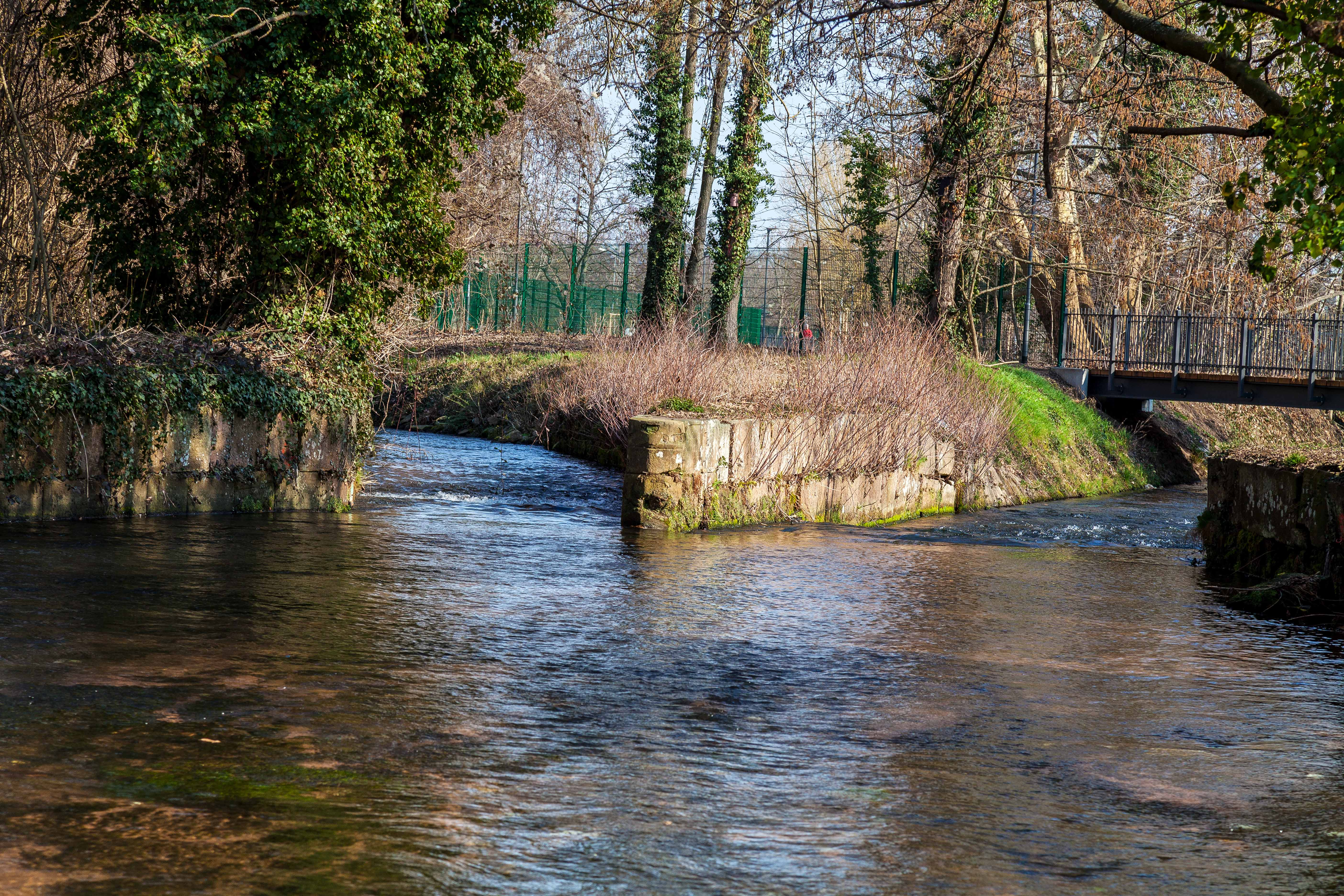
Winzinger Wassergescheid: Hinter den Bäumen auf der „Insel“ zwischen Rehbach (links) und Speyerbach (rechts) liegen die Unterrichtsgebäude.

83 Jahre nach der Errichtung des Schulgebäudes in der innerstädtischen Hindenburgstraße 14 wurde am 3. Juni 1969 im Schulzentrum Böbig, das damals neu am Nordostrand des Stadtviertels Winzingen entstand, der KRG-Neubau in der Landwehrstraße 22 eröffnet. Für die Anlage wurde das Terrain rund 200 m unterhalb des Winzinger Wassergescheids gewählt, an dem sich Speyerbach und Rehbach trennen. Das Hauptgebäude steht auf 131 m Höhe und damit an einer der tiefsten Stellen der heutigen Neustadter Kernstadt. Nahe dem KRG liegen eine Allgemeinbildende Schule, die Realschule plus im Böbig sowie die Berufsbildende Schule Neustadt.

### Verkehrsanbindung
Die Deutsche Bahn betreibt beim Schulzentrum Böbig einen Haltepunkt, der ebenfalls Böbig heißt und vom Neustadter Hauptbahnhof etwa 1,5 km entfernt ist. Von dort aus liegt er 400 m vor der Stelle, wo sich östlich der Stadt die Bahnstrecken in Richtung Mannheim (rechts) bzw. Bad Dürkheim/Monsheim (links) trennen. Über den vom KRG 150 m entfernten Haltepunkt erreichen jeden Tag mehr als 1000 Schüler das Schulzentrum, während das übrige Schüleraufkommen über Busse und Privatfahrzeuge abgewickelt wird.

## Geschichte
Das KRG besitzt von allen Neustadter Gymnasien die längste Tradition. Quelle für diesen Abschnitt war 2004 u. a. auch die Website des KRG. Mittlerweile wurden auch Formulierungen des Wikipedia-Artikels auf die KRG-Website übernommen.

### Name

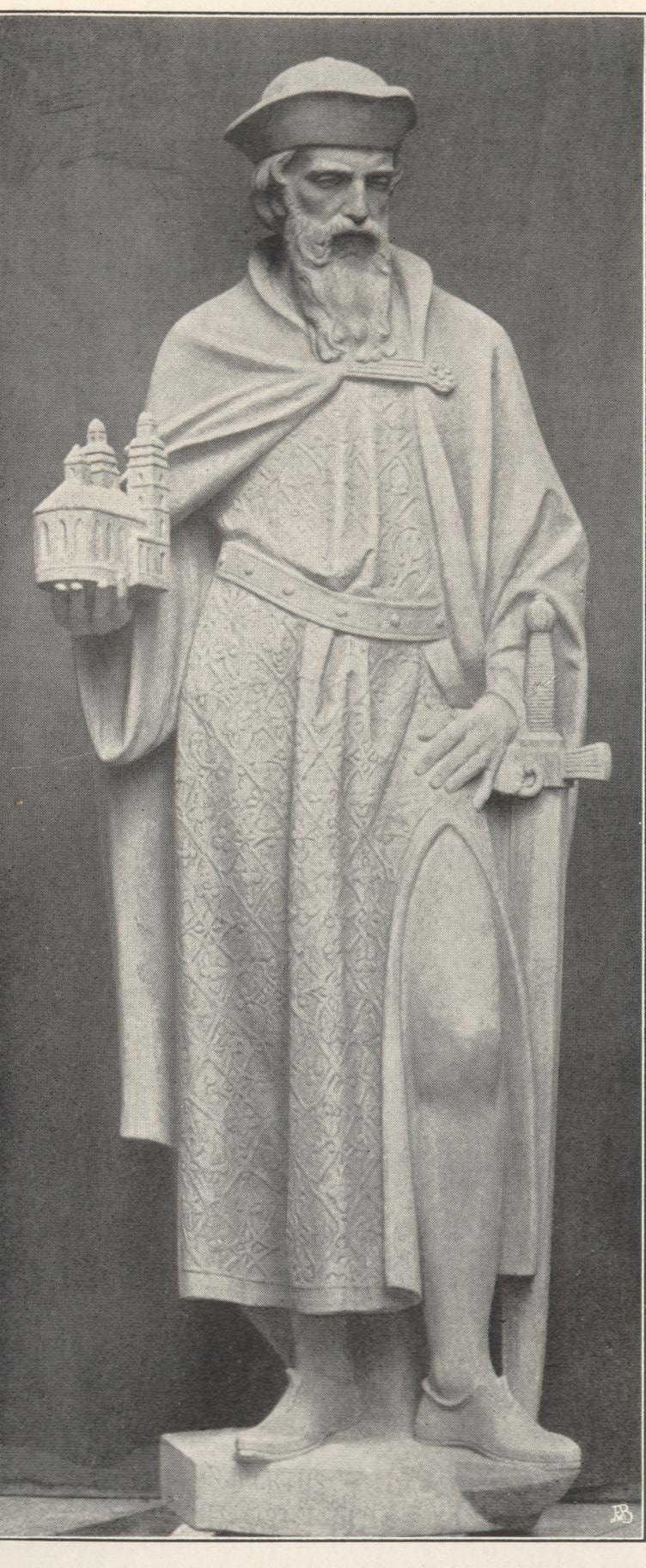
Kurfürst Ruprecht

Kurfürst Ruprecht und die beiden Frauen, mit denen er nacheinander verheiratet war: Elisabeth von Namur (1330–1382) und Beatrix von Berg (1360–1395; rechts)

Als im Jahre 1880 an der Schule die Neunklassigkeit eingeführt wurde, gehörte die Pfalz zum Königreich Bayern. Deshalb hieß die Schule seitdem Königliche Studienanstalt. 1891 wurde sie in Humanistisches Gymnasium umbenannt; diesen Namen behielt sie bis nach dem Ende des Zweiten Weltkriegs. Bis 1964 firmierte sie dann als Altsprachliches Gymnasium, für dessen Besuch bis 1960 Schulgeld an die Stadt Neustadt zu entrichten war.
Am 8. Mai 1964 diente als neuer Namensgeber der pfälzische Kurfürst Ruprecht I. (1309–1390), der aus einer bayerischen Linie des Hauses Wittelsbach stammte. Die Namenswahl fiel auf ihn, weil er sich seinerzeit um die Bildung in seiner Residenzstadt Neustadt verdient machte: Nachdem er um 1360 die Neustadter Stiftskirche erbaut hatte (die seit 1705 Simultankirche mit 1707/08 eingezogener Trennwand ist), gliederte er ihr eine Stiftsschule an.
Ruprecht ist in der Grablege der Stiftskirche bestattet, ebenso seine zweite Gemahlin Beatrix von Berg, die ihn nur um fünf Jahre überlebte. Beider Gräber und Epitaphe sind erhalten. Die Grabstätten befinden sich im Mittelgang des heute katholischen Chors der Stiftskirche und sind durch neuzeitliche Bronze-Inschriften markiert. Die historischen Abdeckplatten wurden zwecks Schonung aus dem Fußboden entfernt und aufrecht an die Rückwand des katholischen Kirchenteils gestellt, die zugleich die Scheidewand zum protestantischen Bereich ist. An der Seite von Ruprecht und Beatrix fanden drei weitere Familienangehörige die letzte Ruhe: Pfalzgraf Rudolf II. (1306–1353), dessen Frau Margarete von Sizilien-Aragon (1331–1377) sowie Blanca von England (1392–1409), die früh verstorbene Gattin des späteren Kurfürsten Ludwig III.

### Vorläufer

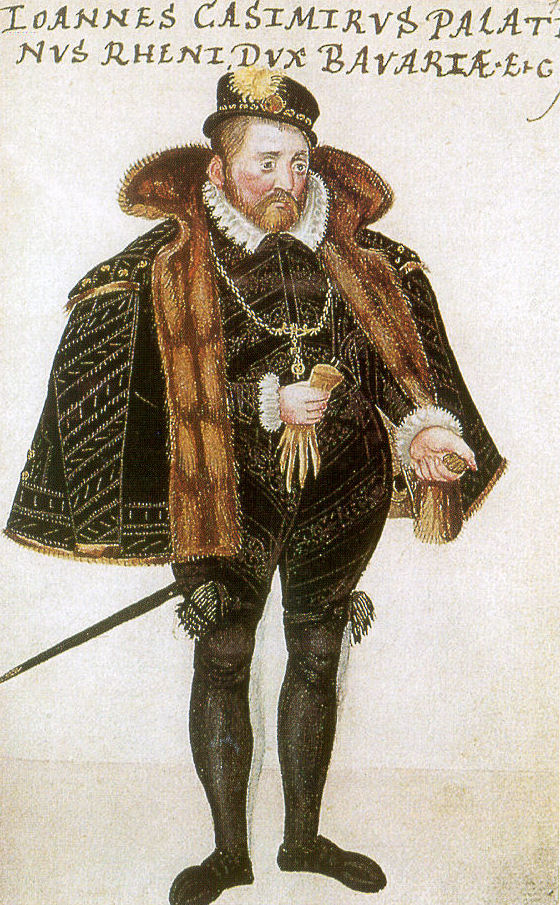
Pfalzgraf Johann Casimir

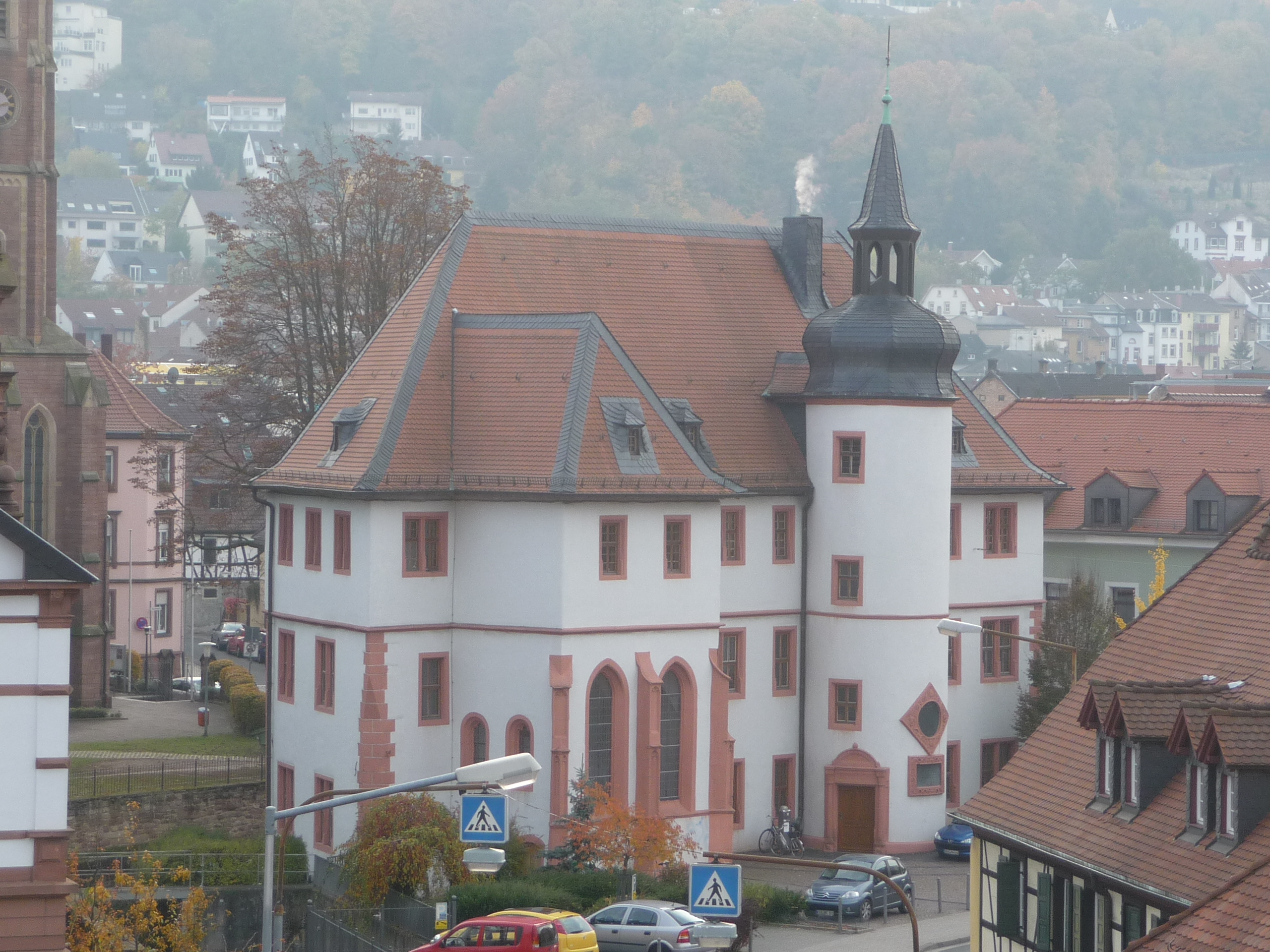
Casimirianum

1578 gründete Pfalzgraf Johann Casimir an seinem Verwaltungssitz im damaligen Neustadt an der Haardt das nach ihm benannte Casimirianum. Dies war eine calvinistische Hochschule, der zur Vorbereitung auf das Studium eine Partikularschule sowie ein Pädagogium (auch Gymnasium illustre genannt und einem heutigen Gymnasium vergleichbar) vorgeschaltet waren. Die Hochschule blieb nur sechs Jahre in Neustadt; nachdem Johann Casimir, Anhänger der calvinistischen Richtung der Reformation, 1583 Administrator der Kurpfalz geworden war, wurde der Lehrbetrieb nach Heidelberg verlegt und in den der dortigen Universität integriert.
Das Pädagogium dagegen konnte sich mehr als 200 Jahre halten. Es ging 1797 unter, als die linksrheinischen Gebiete der Kurpfalz durch französische Truppen erobert und später größtenteils dem Département Donnersberg zugeschlagen wurden. Gleichzeitig verschwand auch die einst von Jesuiten gegründete Lateinschule, um erst 1808 als École Secondaire wiederzuerstehen.
Mit dem Ende der französischen Besetzung nach Napoleons Niederlage in der Schlacht bei Waterloo (1815) wurde 1816 das Königreich Bayern für den Rheinkreis zuständig; so wurde der linksrheinische Teil der vormaligen Kurpfalz zunächst genannt, ehe er 1835 in der bayerischen Pfalz aufging, die mit der heutigen Pfalz in weiten Teilen identisch ist.
Bereits 1817 löste die bayerische Verwaltung die École Secondaire wieder auf. Eine neue private Lateinschule nahm den Unterricht auf, die nach zehn Jahren staatlich anerkannt wurde. In langsamen Schritten erfolgte der Ausbau zur vierklassigen, dann fünfklassigen Lateinschule, an die eine Art Gewerbeklasse als realer Zweig angehängt wurde.

### Aufstieg zum Gymnasium
| Schulleitung          | von  | bis  |
| --------------------- | ---- | ---- |
| Friedrich Burkhardt   | 2021 |      |
| Lenelotte Möller      | 2016 | 2021 |
| Hartmut Loos          | 2007 | 2016 |
| Ursula Anker          | 1996 | 2007 |
| Günter Weingarth †    | 1978 | 1996 |
| Berthold Emrich †     | 1970 | 1977 |
| Karl Zeitlinger †     | 1963 | 1970 |
| Herbert Silbernagel † | 1953 | 1963 |
| Hans Otto Kompter †   | 1945 | 1953 |
| Friedolin Uhl †       | 1939 | 1945 |
| Otto Müller †         | 1937 | 1939 |
| Fritz Unkelbach †     | 1935 | 1937 |
| Karl Mederle †        | 1929 | 1935 |
| Heinrich Lieberich †  | 1919 | 1929 |
| Karl Hammerschmidt †  | 1913 | 1919 |
| Anton Weninger †      | 1909 | 1913 |
| Jakob Müller †        | 1880 | 1909 |

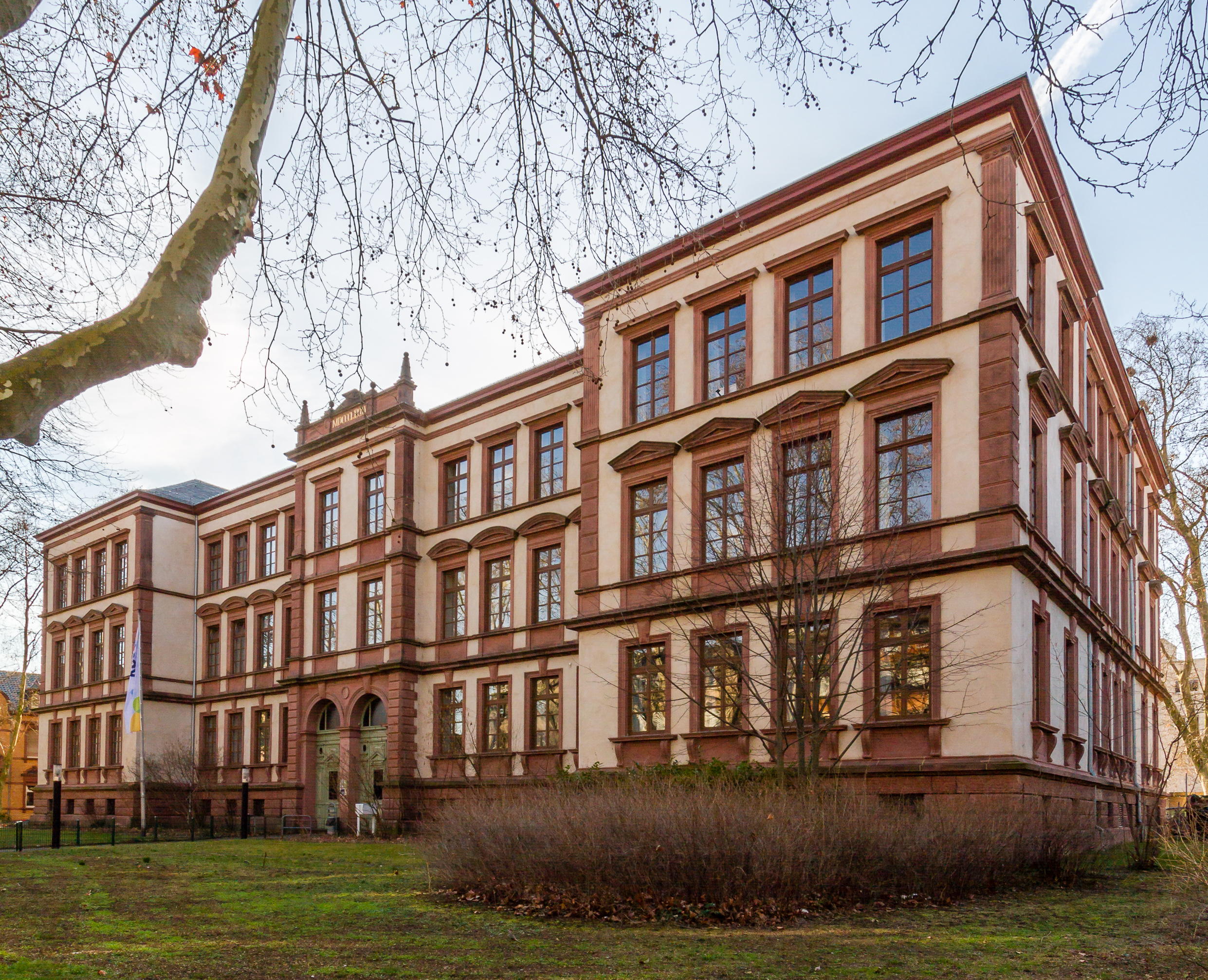
Neubau von 1886 in der Innenstadt

Erst 1880 stieg die Schule zur Vollanstalt auf, einem humanistischen Gymnasium mit dem bayerischen Titel Königliche Studienanstalt. Latein und Griechisch standen noch im Vordergrund, doch neben der Muttersprache wurden auch die neueren Fremdsprachen berücksichtigt, dazu kamen Geschichte, Geographie, aber auch Naturkunde und Mathematik. Für die körperliche Ertüchtigung konnte man sich nur zögerlich erwärmen, Gesang anstelle von Instrumentalmusik wurde angeboten. 1886, nach zwei Jahren Bauzeit, wurde das damals neue Schulgebäude in der jetzigen Hindenburgstraße bezogen, das samt Bauplatz 265.793,16 Mark gekostet hatte.
Nach 1880 bewahrte das altsprachliche Gymnasium bayerischer Provenienz seine Prägung durch die alten Sprachen bis lange nach dem Zweiten Weltkrieg. Das Fach Deutsch wurde aufgewertet, die modernen Fremdsprachen fanden ihren Platz, selbst Italienisch wurde angeboten. Mathematik wurde allmählich stärker als früher betont, und auch die Naturwissenschaften bekamen eine gewisse Bedeutung.

### Weltkriege und NS-Zeit

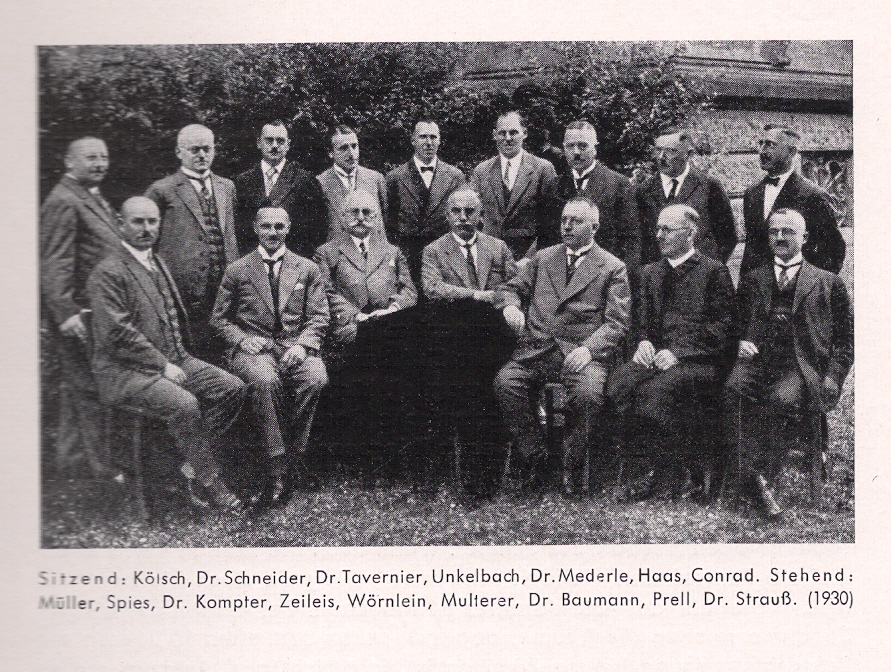
Lehrerkollegium 1930 (rechts hinten Holocaust-Opfer Karl Strauß)
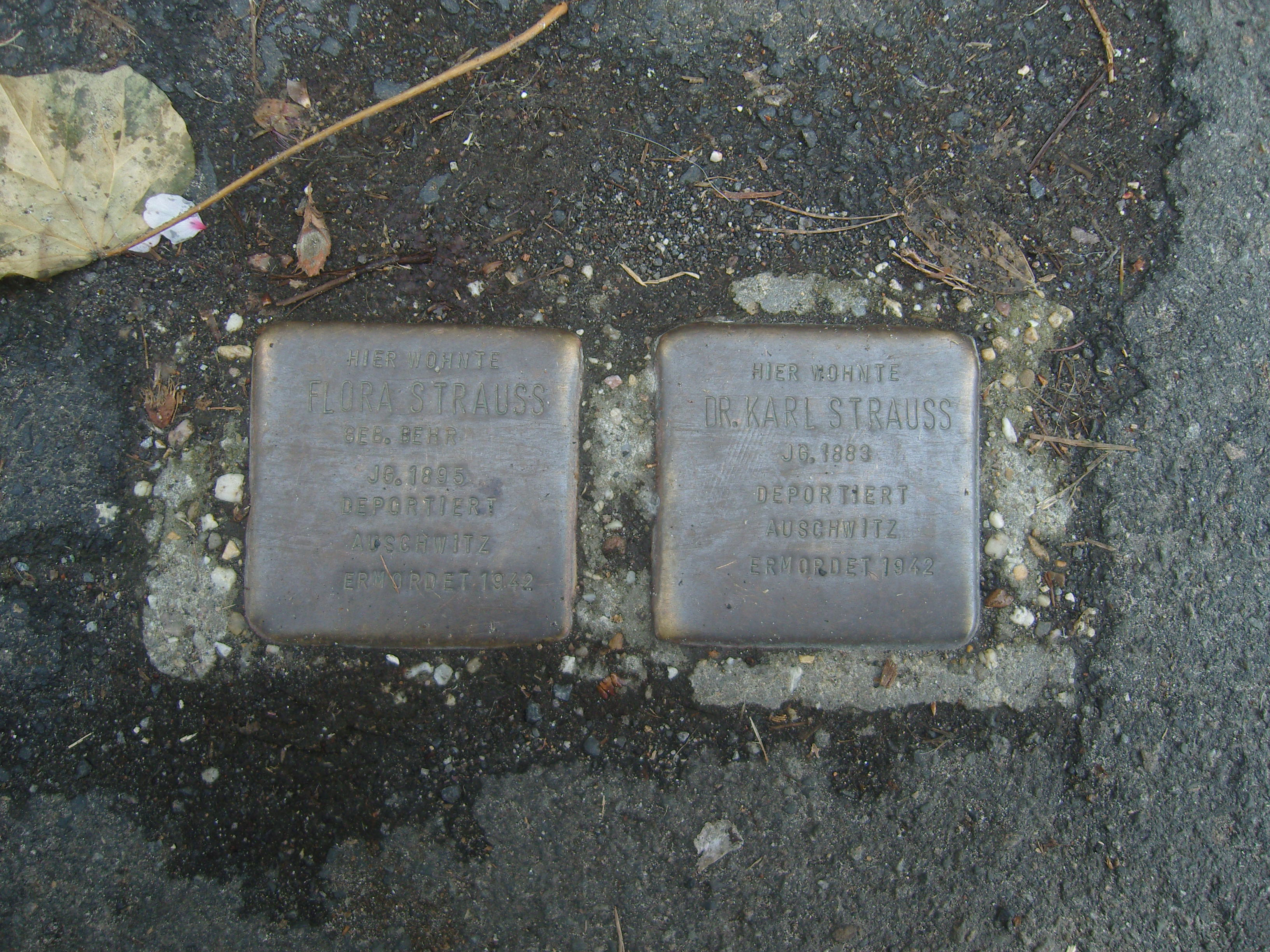
Vor dem KRG: Stolpersteine für Karl Strauß und Frau

Der Erste Weltkrieg brachte keine schulischen Veränderungen, führte aber zu erheblichen personellen Einschnitten: Ein Lehrer und 18 Schüler der Oberstufe fielen als Soldaten, dazu mindestens 120 ehemalige Schüler. In der Zeit des Nationalsozialismus wurde Sport stärker gefördert, doch hinterließ die Ideologie der Machthaber keine besonderen Spuren im Fächerkanon des altsprachlichen Gymnasiums. Gravierend waren allerdings die personellen Auswirkungen: Weitaus mehr Lehrer und Schüler verloren im Zweiten Weltkrieg ihr Leben als im Ersten.
Den einzigen jüdischen Lehrer der Schule, Studienprofessor Karl Strauß (1883–1942), der seit 1922 die Fächer Mathematik und Physik unterrichtet hatte, entfernten die nationalsozialistischen Machthaber 1935 aus dem Dienst. 1940 wurde er mit seiner Familie zunächst ins südfranzösische Internierungslager Gurs deportiert; 1942 wurde er nach Polen verbracht und dort im KZ Auschwitz-Birkenau vergast. Es überlebte lediglich die 1937 als 15-jährige Gymnasiastin ausgeschlossene und 1938 zu Verwandten in die USA emigrierte Tochter Margarete, die später als Naturwissenschaftlerin Margaret Strauss Berman bekannt wurde. 1998 war sie bei einem Besuch Gast ihrer Geburtsstadt. Zum Gedenken an ihren Vater wurde vor dem KRG am 16. Dezember 2002 der erste Neustadter Stolperstein des Kölner Künstlers Gunter Demnig verlegt.

### Nachkriegsepoche
Schon vor der letzten großen Reform der Fächer 1964 waren drei Fremdsprachen gefordert, indessen spielte Englisch als zusätzliches Wahlfach nur eine Nebenrolle. Von Klasse 5 bis 13 wurde Latein gelehrt, von 7 bis 11 Französisch und von 8 bis 13 Altgriechisch. Beide alten Sprachen waren also – neben Deutsch und Mathematik – Bestandteil der schriftlichen Abiturprüfung.
1975 wurde am KRG als reformierte Oberstufe die Mainzer Studienstufe (MSS) eingeführt, die in modifizierter Form heute noch besteht. Das Kurssystem der MSS weitete den Unterricht auch auf die Nachmittage aus, der Samstag ist als Unterrichtstag ab dem Schuljahr 1994/95 weggefallen. In der MSS können die Schüler ihre Fächer in einem weiten Rahmen nach Leistungs- und Grundkursen festlegen.
Innerhalb von acht Jahren konnte das KRG drei Jubiläen feiern: 1978 die Gründung des Pädagogiums durch Johann Casimir vor 400 Jahren, 1980 das hundertjährige Bestehen als Gymnasium und 1986 hundert Jahre seit Neubau des Gymnasialgebäudes in der jetzigen Hindenburgstraße, wo allerdings 1969 die Volkshochschule einzog und heute hauptsächlich Büros der Stadtverwaltung untergebracht sind.
Am 28. November 2019 im Casimirianum richtete die Studiengenossenschaft dem KRG eine Feier anlässlich des 50. Jahrestages der Einweihung des damaligen Neubaus aus.

## Anlage

### Hauptgebäude

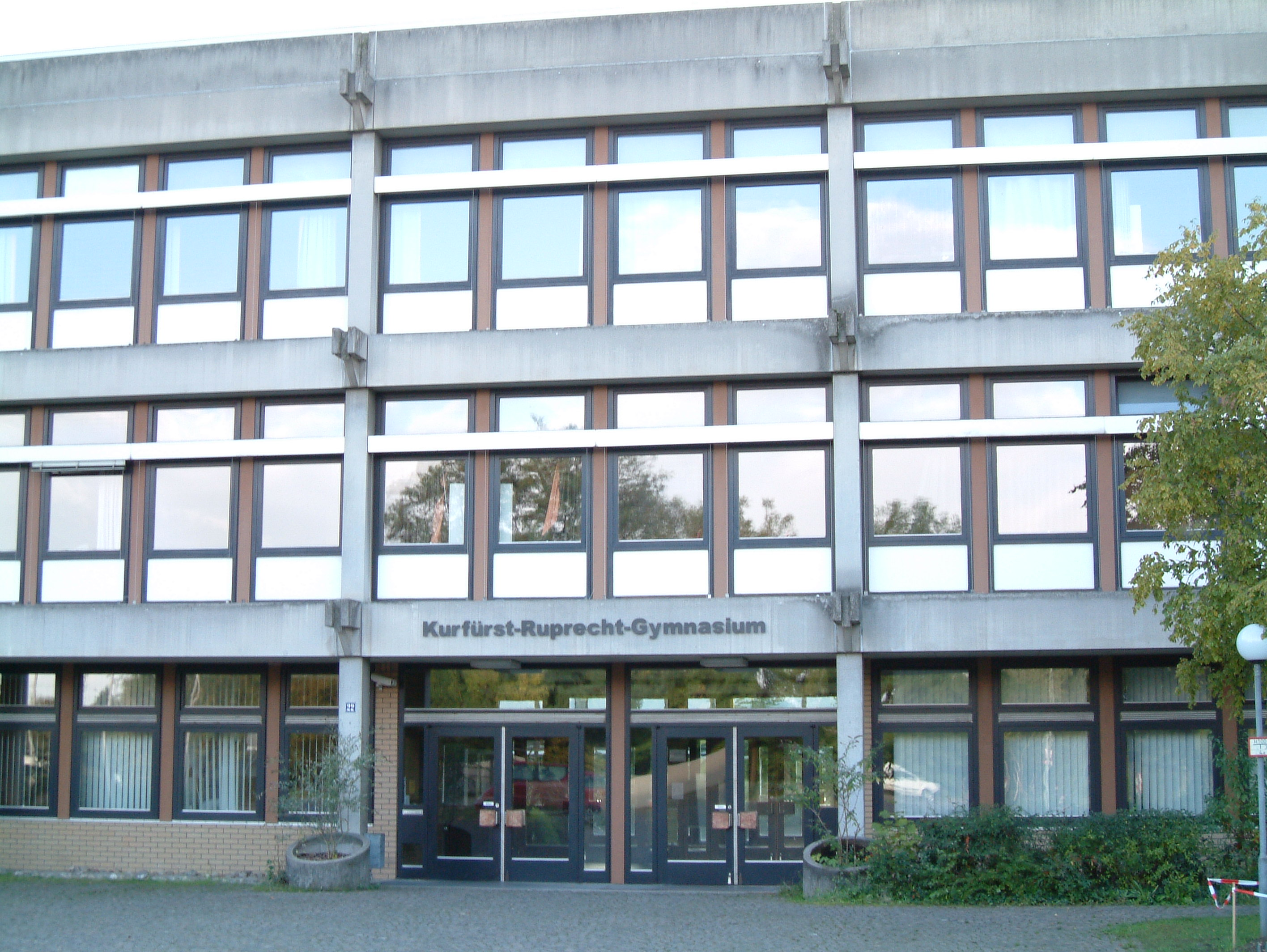
Eingang des Hauptgebäudes

Die Anlage besteht aus einem dreistöckigen quadratischen Hauptgebäude mit einer Seitenlänge von etwa 65 m, das ein Atrium von 40 mal 40 m einschließt. Ein Brand des Flachdaches am 7. Februar 1968, der bei Belagsarbeiten gegen Ende der Bauphase ausgelöst worden war, hatte erheblichen Schaden angerichtet und die Einweihung des neuen Gebäudes um über ein Jahr verzögert.

### Nebenanlagen
Zum KRG gehören eine 45 mal 40 m messende Sporthalle und ein Sportplatz. Die im ursprünglichen Bauplan eingezeichnete und bei der Einweihung von den rheinland-pfälzischen Landespolitikern für „bald“ versprochene Aula lässt seit 1969 auf sich warten. Deshalb müssen kulturelle Aufführungen (z. B. der bekannten Big Band des KRG, des Orchesters, des Schulchors oder der Theater-AGs) und alle anderen schulischen Veranstaltungen (Tag der offenen Tür, Sextanerfest, Schülervollversammlungen etc.) weiterhin in der Sporthalle stattfinden, die naturgemäß keine angemessene Akustik hat. Zudem ist für jede Veranstaltung die Bühne aufzubauen und die Halle durch die Akteure mehrhundertfach zu bestuhlen. Hinterher – oft spät in der Nacht und in Festkleidung – muss die Halle auch wieder komplett geräumt werden, damit sie an Folgetagen für den Sportunterricht frei ist.

### Verbindungswege
Die Unterrichtsgebäude und der Pausenhof liegen zwischen Speyerbach und Rehbach. Zu den Sportanlagen nördlich des Rehbachs führen zwei kleine Brücken; die östliche ist überdacht und stellt eine direkte Verbindung vom Hauptgebäude zur Sporthalle dar.

## Schwerpunkte

### Fremdsprachen
Alle Schüler lernen ab der fünften Klasse Latein, ab der sechsten Englisch und ab der achten Klasse eine dritte verpflichtende Fremdsprache, wahlweise Altgriechisch oder Französisch.
Weitere Sprachen werden nach Interesse und Lehrerverfügbarkeit angeboten, teilweise in Zusammenarbeit mit den anderen Neustadter Gymnasien, beispielsweise Spanisch, Italienisch oder Russisch. Für Schülerinnen und Schüler, die sich für Altgriechisch als dritte Fremdsprache entscheiden, wird außerdem regelmäßig Französischunterricht in Form einer freiwilligen Arbeitsgemeinschaft angeboten.
Die umfangreichen fremdsprachlichen Aktivitäten des KRG enthalten auch Schüleraustauschprogramme mit Partnerschulen im Elsass (Frankreich), Hanover (New Hampshire, USA) und auf Sizilien (Italien).

### Musik
Die Big Band des KRG ist durch ihre Auftritte überregional bekannt und hat im Laufe ihres Bestehens seit Mitte der 1980er Jahre einige Schallplatten und CDs produziert und viele Preise gewonnen. U. a. erreichte sie beim landesweiten Skoda-Jazzwettbewerb den 3. Platz hinter zwei Musikgymnasien. Ihr langjähriger Bandleader, der Musiklehrer Werner Dech, der 2005 im Alter von 55 Jahren verstarb, hatte die Big Band 25 Jahre lang geleitet. Nachdem sie vorübergehend von Stefan Weis, einem ehemaligen Schüler des KRG, geführt worden war, wurde sie von Sommer 2005 bis Sommer 2009 von Zoltan Garami geleitet, einem Studienfreund des Verstorbenen. Der aktuelle Bandleader ist der Musiklehrer Carsten Wegner.
Das Orchester und der Schulchor machten mit Preisen und Aufführungen – u. a. im Neustadter Saalbau und auf dem Neustadter Marktplatz – von sich reden. Manche der Aufführungen erschienen auch auf CD.

### Naturwissenschaften, Informatik
Der dritte Schwerpunkt am KRG sind die Naturwissenschaften. In Arbeitsgemeinschaften ab der Klasse 6 haben die Schüler Gelegenheit, eigene Experimente durchzuführen. In der MSS vervollständigen Leistungskurse in Biologie, Chemie sowie Physik das Angebot. PCs mit kostenfreiem Netzzugang stehen in den Computerräumen sowie in der Bibliothek zur Verfügung.

## Studiengenossenschaft
Die Studiengenossenschaft des humanistischen Kurfürst-Ruprecht-Gymnasiums e. V. wurde 1926 als Verein ehemaliger Schüler gegründet. Heute zählt sie auch Lehrer, Eltern und Freunde des Gymnasiums zu ihren Mitgliedern. Deren Anzahl überstieg im Jahre 2007 mit 1471 die Größe der aktuellen Schülerschaft um rund 50 %. Die Studiengenossenschaft hat sich zum Ziel gesetzt, Aufgaben zu übernehmen, die der Schulträger finanziell nicht leisten kann. Über ihr Aufkommen an Mitgliedsbeiträgen und Spenden hilft sie beim Erwerb von Lehrmitteln, wie z. B. PCs, Mikroskopen, Beamern oder Projektoren, und gewährt Beihilfen zu Klassenfahrten und anderen Schulveranstaltungen. Daneben verwaltet sie mehrere Stiftungen, aus deren Erträgen musisch oder sprachlich besonders begabte Schüler oder Studierende gefördert werden. 2006 beispielsweise wurden insgesamt fast 25.000 € an Hilfsgeldern zur Verfügung gestellt, von denen knapp 15.000 direkt von der Studiengenossenschaft und 10.000 aus Verwahrgeldern der Stiftungen stammten.
2001 feierte die Studiengenossenschaft ihr 75-jähriges Bestehen. Bei der Jubiläumsfeier am 15. September wurde Bernhard Argus, am 7. April 1906 geboren und Abiturjahrgang 1925, als letztes noch lebendes Gründungsmitglied geehrt. 2006 richteten ihm Gymnasium und Studiengenossenschaft einen Festakt zum 100. Geburtstag aus, am 28. Juli 2008 verstarb er mit 102 Jahren.
Bei der 75-Jahr-Feier gedachte die Studiengenossenschaft auch ihres Mitglieds Christian Adams. Dieser, Abiturjahrgang 1983, war vier Tage vor dem Jubiläum als Funktionär des Deutschen Weininstituts in den USA unterwegs, als er eines der elf deutschen Opfer der Terroranschläge vom 11. September 2001 wurde; er starb 37-jährig beim Absturz des Fluges UA93 bei Shanksville, Pennsylvania.
Die 90. Mitgliederversammlung der Studiengenossenschaft am 2. Oktober 2020 fand unter Corona-Bedingungen in der Neustadter Stiftskirche statt. Dabei wurde auch auf ein einmaliges Jubiläum hingewiesen: Wolfgang Häußler, der Schriftführer des Vereins, wurde geehrt für 60 Jahre Mitgliedschaft – seit seinem Abitur 1960 – und zugleich für 50 „Amtsjahre“ als Schriftführer, der in dieser Zeit mehr als 600 Sitzungsprotokolle geschrieben sowie 12.000 handschriftliche Gratulationen und Kondolenzen versandt hat.

## Persönlichkeiten
| Name                                                                       | Lebensdaten    | Beziehung zum KRG                                                             | Beruf |
| Johann Philipp Pareus                                                      | 1576–1648      | 1610–1622 Rektor am Vorläufer Pädagogium                                      | Latinist, Sohn des reformierten Theologie-Professors David Pareus                                                                                                  |
| Balthasar Venator (geb. als Balthasar Jäger)                               | 1594–1664      | Schüler am Vorläufer Pädagogium, bester Absolvent des Abschlussjahrgangs 1613 | Humanist, Dichter, Satiriker |
| Johannes von Geissel                                                       | 1796–1864      | mehrjähriger Besuch des Vorläufers Lateinschule                               | Bischof von Speyer, Erzbischof von Köln, Kardinal |
| Jakob Anton Leyser                                                         | 1830–1897      | mehrjährige Lehrtätigkeit am Gymnasium                                        | evangelischer Theologe, Religionslehrer und Historiker, dem in seiner Heimatstadt Zweibrücken die Jakob-Leyser-Straße gewidmet ist                                 |
| Christian Mehlis                                                           | 1850–1933      | mehrjährige Lehrtätigkeit am Gymnasium                                        | Historiker vor allem der pfälzischen Geschichte (Privatbibliothek mit etwa 3000 Bänden im Bestand der Pfälzischen Landesbibliothek Speyer)                         |
| Johann Martin Jäger alias Fritz Claus                                      | 1853–1923      | mehrjähriger Besuch des Vorläufers Lateinschule                               | katholischer Pfarrer, Heimatschriftsteller |
| Lukas Grünenwald                                                           | 1858–1937      | mehrjährige Lehr- und Konrektortätigkeit am Gymnasium                         | Lehrer und Heimatforscher |
| Jakob Friedrich Bussereau                                                  | 1863–1919      | mehrjähriger Besuch des Vorläufers Lateinschule                               | katholischer Theologe, Prälat und Ordensgründer |
| Joseph Maria Benedikt Clauß                                                | 1868–1949      | einjähriger Besuch des Vorläufers Lateinschule                                | katholischer Theologe und Archivar |
| Karl Leyser                                                                | 1868–nach 1933 | Schüler und Abiturient am Gymnasium                                           | Verwaltungsjurist und Bezirksoberamtmann |
| Adolf Boyé                                                                 | 1869–1934      | Schüler und Abiturient am Gymnasium                                           | Diplomat, Staatssekretär im Auswärtigen Amt, deutscher Gesandter in Peking                                                                                         |
| Karl Theodor Helfferich                                                    | 1872–1924      | Schüler und Abiturient am Gymnasium                                           | Vizekanzler des Deutschen Reiches und Vorsitzender der Deutsch-Nationalen Partei                                                                                   |
| Ludwig Sinsheimer                                                          | 1873–1942      | Schüler und Abiturient am Gymnasium                                           | Rechtsanwalt, Autor auf dem Gebiet des Weinrechts, Opfer des Holocaust                                                                                             |
| Max Hartmann                                                               | 1876–1962      | Schüler und Abiturient am Gymnasium                                           | Zoologe, Autor vieler biologischer Standardwerke |
| Alban Haas                                                                 | 1877–1968      | mehrjährige Lehrtätigkeit am Gymnasium                                        | katholischer Theologe, Päpstlicher Hausprälat, Historiker vor allem der Neustadter Geschichte, Ehrenbürger von Neustadt                                            |
| Edgar Dacqué                                                               | 1878–1945      | Schüler am Gymnasium                                                          | Naturwissenschaftler und Theosoph |
| Robert Helm                                                                | 1879–1955      | Schüler und Abiturient am Gymnasium                                           | Industrieller und Kommunalpolitiker |
| Hans Geiger                                                                | 1882–1945      | Schüler und Abiturient am Gymnasium                                           | Physiker und Mathematiker, Erfinder des Geigerzählers |
| Alfred Köhler                                                              | 1883–1945      | Schüler und Abiturient am Gymnasium                                           | Jurist, Senatspräsident am nationalsozialistischen Volksgerichtshof                                                                                                |
| Hermann Sinsheimer                                                         | 1883–1950      | Schüler und Abiturient am Gymnasium                                           | Journalist, Theaterkritiker und Schriftsteller (Hermann-Sinsheimer-Preis)                                                                                          |
| Karl Strauß                                                                | 1883–1942      | mehrjährige Lehrtätigkeit am Gymnasium                                        | Lehrer für Mathematik und Physik, Mitglied des Neustadter Stadtrats, Opfer des Holocaust, 1. Stolperstein in Neustadt (2002)                                       |
| Konrad Linder                                                              | 1884–1963      | Schüler und Abiturient am Gymnasium                                           | Pädagoge, Altphilologe und Schulleiter; 1960 Bundesverdienstkreuz 1. Klasse                                                                                        |
| Friedrich Sprater                                                          | 1884–1952      | Schüler und Abiturient am Gymnasium                                           | Prähistoriker, Direktor des Historischen Museums der Pfalz |
| Johannes Pfeiffer                                                          | 1886–1965      | Schüler und Abiturient am Gymnasium                                           | katholischer Theologe, Kirchenhistoriker, Theologieprofessor an der Universität Santiago de Chile                                                                  |
| Alfons Zeileis                                                             | 1887–1963      | mehrjährige Lehrtätigkeit am Gymnasium                                        | Maler und Kunstpädagoge |
| Ludwig Stamer                                                              | 1892–1977      | mehrjährige Lehrtätigkeit am Gymnasium                                        | katholischer Theologe, Päpstlicher Hausprälat, Historiker vor allem der pfälzischen Kirchengeschichte                                                              |
| Carl August Lieberich                                                      | 1893–1970      | Schüler und Abiturient am Gymnasium                                           | Volkswirtschaftler, Offizier und Verbandsfunktionär |
| Albert Finck                                                               | 1895–1956      | mehrjährige Lehrtätigkeit am Gymnasium                                        | rheinland-pfälzischer Minister für Unterricht und Kultus |
| Franz Pfeiffer                                                             | 1900–1979      | Schüler und Abiturient am Gymnasium                                           | Verwaltungsjurist, Regierungspräsident der Pfalz |
| Karl Lothar Wolf                                                           | 1901–1969      | Schüler und Abiturient am Gymnasium                                           | Chemiker und Leiter mehrerer naturwissenschaftlicher Institute |
| Eduard Orth                                                                | 1902–1968      | Schüler und Abiturient am Gymnasium                                           | rheinland-pfälzischer Minister für Unterricht und Kultus |
| Bernhard Argus                                                             | 1906–2008      | Schüler und Abiturient am Gymnasium                                           | Gründungsmitglied (1926) der Studiengenossenschaft und 2001 als letzter Zeitzeuge Teilnehmer der 75-Jahr-Feier                                                     |
| Erich Stolleis                                                             | 1906–1986      | Schüler und Abiturient am Gymnasium                                           | Jurist, von 1937 bis 1941 Oberbürgermeister von Ludwigshafen am Rhein                                                                                              |
| Oskar Stübinger                                                            | 1910–1988      | Schüler und Abiturient am Gymnasium                                           | Landwirt, Politiker (CDU) und rheinland-pfälzischer Landesminister                                                                                                 |
| Margaret Strauss (englische Schreibung) Berman (geb. als Margarete Strauß) | * 1922         | Schülerin am Gymnasium (1937 als Jüdin relegiert)                             | Mikrobiologin, als Tochter von Karl Strauß (s. o.) Zeitzeugin für die Judenverfolgung in der Zeit des Nationalsozialismus                                          |
| Berthold Emrich                                                            | 1923–2016      | Schüler, Abiturient und Schulleiter am Gymnasium                              | Ministerialdirigent i. R. |
| Luise Hackelsberger                                                        | 1924–2022      | mehrjährige Lehrtätigkeit am Gymnasium                                        | Tochter und Nachlassverwalterin des Schriftstellers Werner Bergengruen, Autorin und Herausgeberin                                                                  |
| Arnold Bittlinger                                                          | 1928–2025      | Schüler am Gymnasium                                                          | deutsch-schweizerischer evangelischer Theologe, Psychologe, Psychotherapeut, Buchautor und Referent                                                                |
| Benno Zech                                                                 | 1928–2022      | Schüler und Abiturient am Gymnasium                                           | Lehrer und Politiker (CDU) |
| Mechthild Heieck                                                           | 1933–2011      | Schülerin und Abiturientin am Gymnasium                                       | Altphilologin, Lehrerin, Übersetzerin und Expertin der Werke von Hildegard von Bingen                                                                              |
| Ingo Wenz                                                                  | 1934–2016      | Schüler und Abiturient am Gymnasium                                           | Jurist, von 1985 bis 1999 Direktor des Amtsgerichts Neustadt |
| Gustav-Adolf Bähr                                                          | 1938–2020      | Schüler und Abiturient am Gymnasium                                           | ehemals Hauptabteilungsleiter des Südwestfunks, Initiator des Kulturzentrums Herrenhof, Träger des Bundesverdienstkreuzes (1992) und weiterer hoher Auszeichnungen |
| Norbert Platz                                                              | * 1939         | Schüler und Abiturient am Gymnasium                                           | Anglist, emeritierter Professor an der Universität Trier |
| Hans Mercker                                                               | * 1940         | Schüler und Abiturient am Gymnasium                                           | Religionswissenschaftler, emeritierter Professor an der Universität Koblenz-Landau                                                                                 |
| Pirmin Spieß                                                               | * 1940         | Schüler und Abiturient am Gymnasium                                           | Historiker, emeritierter Professor an der Universität Mannheim |
| Wolfgang Häußler                                                           | * 1941         | Schüler, Abiturient und Lehrer am Gymnasium                                   | Gymnasiallehrer für Latein und Französisch, seit 1960 Mitglied der Studiengenossenschaft, seit 1970 deren Schriftführer                                            |
| Gerhard Postel                                                             | 1941–2012      | Schüler und Abiturient am Gymnasium                                           | evangelischer Theologe und Pfarrer, Naturschützer, Gründungsmitglied der Aktion PfalzStorch                                                                        |
| Gernot Rumpf                                                               | 1941–2025      | Schüler und Abiturient am Gymnasium                                           | Bildhauer und Dozent, emeritierter Professor an der Universität Kaiserslautern                                                                                     |
| Michael Stolleis                                                           | 1941–2021      | Schüler und Abiturient am Gymnasium                                           | Jurist und Rechtshistoriker, Professor an der Universität Frankfurt                                                                                                |
| Karl-Jörg Walter                                                           | 1941–2006      | Schüler und Abiturient am Gymnasium                                           | Pfälzer Mundartdichter, mehrfacher Preisträger und langjähriger Juror von Mundartwettbewerben                                                                      |
| Norbert Wokart                                                             | * 1941         | Schüler und Abiturient am Gymnasium                                           | Philosoph und Autor |
| Ulf Hoelscher                                                              | * 1942         | Schüler am Gymnasium                                                          | Violinist, Solist und Kammermusiker, emeritierter Professor für Violine an der Staatlichen Musikhochschule Karlsruhe                                               |
| Bernd Lütz-Binder                                                          | * 1942         | Schüler und Abiturient am Gymnasium                                           | Rechtsanwalt und Strafverteidiger |
| Hans Christof Müller-Busch                                                 | * 1943         | Schüler und Abiturient am Gymnasium                                           | Arzt, Schmerzforscher, emeritierter Professor an der Dresden International University, Träger des Bundesverdienstkreuzes (2012)                                    |
| Lutz Frisch                                                                | * 1944         | Schüler und Abiturient am Gymnasium                                           | Gymnasiallehrer und Schulleiter, Politiker (CDU, ehemals MdL) |
| Uwe-Martin Haiberg                                                         | * 1944         | Schüler und Abiturient am Gymnasium                                           | Violinist und emeritierter Professor in Berlin |
| Benedikt Koehlen                                                           | * 1944         | Schüler und Abiturient am Gymnasium                                           | Pianist und Dozent am Richard-Strauss-Konservatorium München |
| Rolf Lauer                                                                 | * 1944         | Schüler und Abiturient am Gymnasium                                           | Kunsthistoriker, bis zum Ruhestand Leiter des Dombauarchivs in Köln                                                                                                |
| Gerd Weiland                                                               | * 1945         | Schüler am Gymnasium                                                          | Maler und Bildhauer |
| Albert H. Keil                                                             | 1947–2023      | Schüler und Abiturient am Gymnasium                                           | Pfälzer Mundartdichter, mehrmaliger Literaturpreisträger und Gewinner von Mundartwettbewerben                                                                      |
| Helmut Bernhard                                                            | * 1948         | Schüler am Gymnasium                                                          | Honorarprofessor, Archäologe und Bodendenkmalpfleger |
| Mario Scheuermann                                                          | 1948–2015      | Schüler am Gymnasium                                                          | Journalist und Weinautor |
| Judith Kauffmann                                                           | * 1949         | Schülerin am Gymnasium                                                        | Journalistin, Fernsehmoderatorin (z. B. „Landesschau Rheinland-Pfalz“), Autorin (Pfälzer Küche)                                                                    |
| Franz-Georg Rössler                                                        | 1949–2017      | Schüler und Abiturient am Gymnasium                                           | Gymnasiallehrer für Musik und Geographie |
| Wolfgang Schlick                                                           | * 1950         | Schüler und Abiturient am Gymnasium                                           | ehemaliger Vizepräsident des Bundesgerichtshofs |
| Udo Röbel                                                                  | * 1950         | Schüler am Gymnasium                                                          | Journalist (Kießling-Affäre, Gladbecker Geiseldrama) |
| Alexander Rößler                                                           | * 1951         | Schüler und Abiturient am Gymnasium                                           | Pianist, emeritierter Professor an der Universität für Musik und darstellende Kunst Wien, Enkel des deutsch-baltischen Pianisten und Komponisten Richard Rössler   |
| Gunhild Hoelscher                                                          | * 1953         | Schülerin und Abiturientin am Gymnasium                                       | Violinistin, Solistin und Kammermusikerin |
| Rolf Schäfer                                                               | 1953–2022      | Schüler und Abiturient am Gymnasium                                           | Pianist und Musikpädagoge in München |
| Ruth Ratter                                                                | * 1955         | Schülerin und Lehrerin am Gymnasium                                           | Gymnasiallehrerin, Politikerin in Rheinland-Pfalz (Bündnis 90/Die Grünen, ehemals MdL)                                                                             |
| Rolf Schlicher                                                             | * 1955         | Schüler und Abiturient am Gymnasium                                           | Redakteur der Tageszeitung Die Rheinpfalz, 2015 ausgezeichnet mit dem Pfalzpreis – Sparte Medienpreis – des Bezirksverbands Pfalz                                  |
| Martina Hardt-Holler                                                       | * 1957         | Schülerin und Abiturientin am Gymnasium                                       | Gymnasiallehrerin, Politikerin in Hessen (SPD) |
| Matthias Zech                                                              | * 1957         | Schüler und Abiturient am Gymnasium                                           | Pastoralreferent, Pfälzer Mundartdichter, 2015 Gewinner des Pfälzischen Mundartdichterwettstreits in Bockenheim                                                    |
| Bertram Brossardt                                                          | * 1960         | Schüler und Abiturient am Gymnasium                                           | Wirtschaftsfunktionär |
| Ursula Damm                                                                | * 1960         | Schülerin und Abiturientin am Gymnasium                                       | Künstlerin und Professorin an der Bauhaus-Universität Weimar |
| Thomas Kiefer                                                              | * 1962         | Schüler und Abiturient am Gymnasium                                           | katholischer Theologe und Autor |
| Hans-Ulrich Ihlenfeld                                                      | * 1963         | Schüler und Abiturient am Gymnasium                                           | Politiker in Rheinland-Pfalz (CDU), Landrat des Kreises Bad Dürkheim                                                                                               |
| Christian Adams                                                            | 1964–2001      | Schüler und Abiturient am Gymnasium                                           | Önologe und Marketing-Direktor, Opfer eines der Terroranschläge vom 11. September 2001 (Absturz des Fluges UA93 in Pennsylvania)                                   |
| Sebastian Schmidt                                                          | * 1964         | Schüler und Abiturient am Gymnasium                                           | 1. Geiger des Mandelring-Quartetts |
| Thorsten Bach                                                              | * 1965         | Schüler und Abiturient am Gymnasium                                           | Chemiker, Professor für Organische Chemie |
| Bernhard Schmidt                                                           | * 1965         | Schüler und Abiturient am Gymnasium                                           | Cellist des Mandelring-Quartetts |
| Steffen Christmann                                                         | * 1965         | Schüler und Abiturient am Gymnasium                                           | Präsident des Verbandes der Deutschen Prädikatsweingüter (VDP) |
| Nanette Schmidt                                                            | * 1967         | Schülerin und Abiturientin am Gymnasium                                       | 2. Geigerin des Mandelring-Quartetts |
| Bernhard Adams                                                             | * 1973         | Schüler und Abiturient am Gymnasium                                           | Diplomingenieur, hauptamtlicher Beigeordneter von Neustadt an der Weinstraße                                                                                       |
| Philipp Theisohn                                                           | * 1974         | Schüler und Abiturient am Gymnasium                                           | Germanist, Professor für Neuere deutsche Literaturwissenschaft an der Universität Zürich                                                                           |
| Christian Torkewitz                                                        | * 1975         | Schüler und Abiturient am Gymnasium                                           | Jazzsaxophonist, -klarinettist, -flötist und -pianist |
| Hannes Pohlit                                                              | * 1976         | Schüler und Abiturient am Gymnasium                                           | Komponist, Pianist und Dirigent |
| Felix Gerbrod                                                              | * 1977         | Schüler am Gymnasium                                                          | Regisseur von Punk-Filmen |
| Elisabeth Theisohn                                                         | * 1978         | Schülerin und Abiturientin am Gymnasium                                       | Professorin für Musikpädagogik an der Hochschule für Musik Karlsruhe                                                                                               |
| Dirk Herber                                                                | * 1979         | Schüler und Abiturient am Gymnasium                                           | Politiker (CDU) und Landtagsabgeordneter (seit 2016) |
| Gregory Scholz                                                             | * 1981         | Referendar am Gymnasium                                                       | Politiker (SPD) und Landtagsabgeordneter (seit 2023) |
| Alexander Ratter                                                           | * 1985         | Schüler und Abiturient am Gymnasium                                           | deutsch-österreichischer Film- und Theaterregisseur |
| Isabel Mackensen-Geis                                                      | * 1986         | Schülerin und Abiturientin am Gymnasium                                       | Politikerin (SPD) und Bundestagsabgeordnete (seit 2019) |
| Misbah Khan                                                                | * 1989         | Schülerin und Abiturientin am Gymnasium                                       | Politikerin (Bündnis 90/Die Grünen) und Bundestagsabgeordnete (seit 2021)                                                                                          |
| Simon Werdelis                                                             | * 1990         | Schüler und Abiturient am Gymnasium                                           | Theater- und Filmschauspieler |
| Charlotte Weihl                                                            | *1999          | Schülerin und Abiturientin am Gymnasium                                       | 76. Deutsche Weinkönigin und 85. Pfälzische Weinkönigin |